# Humedal El Salitre

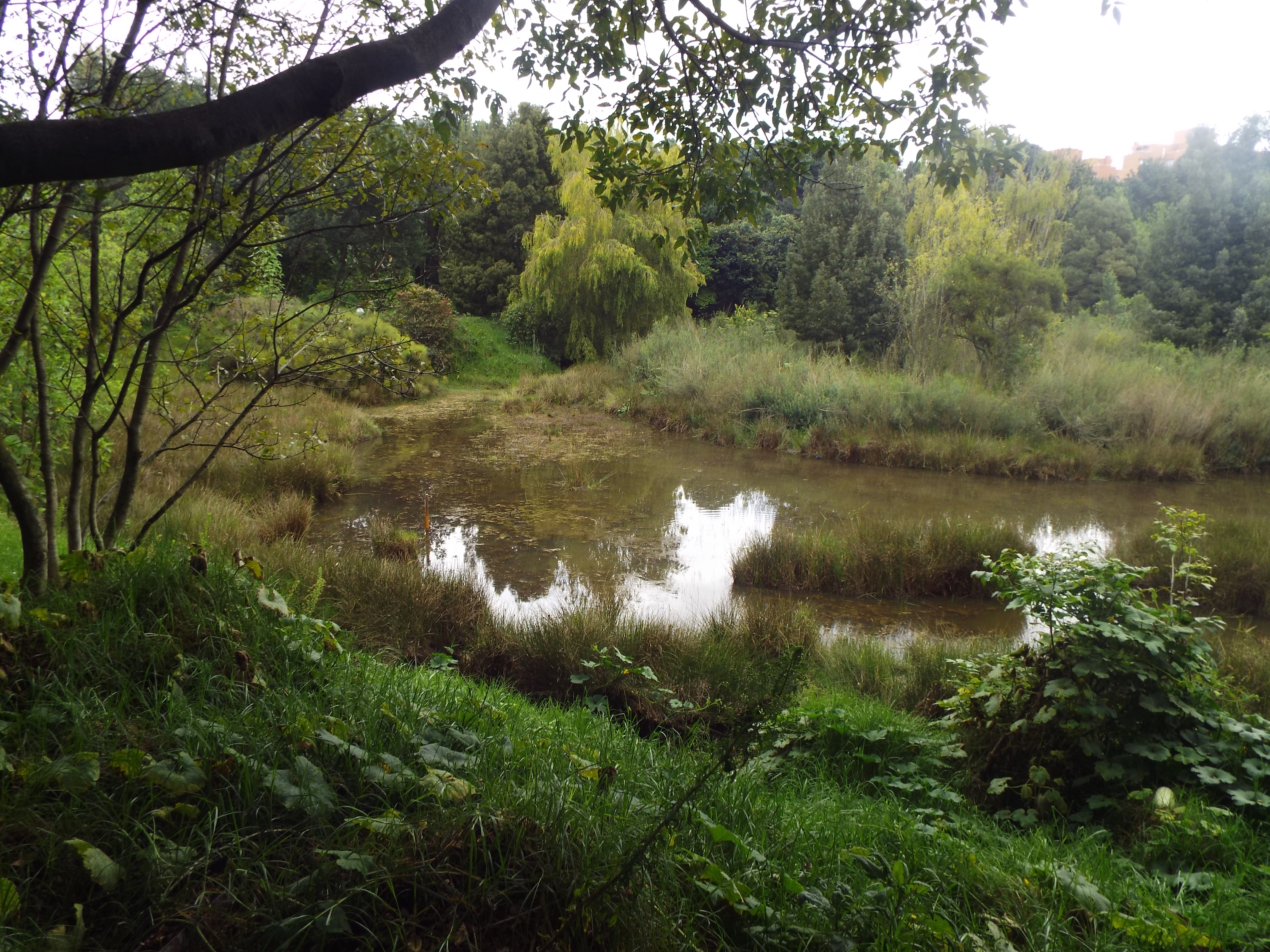
Panorámica Humedal El Salitre.

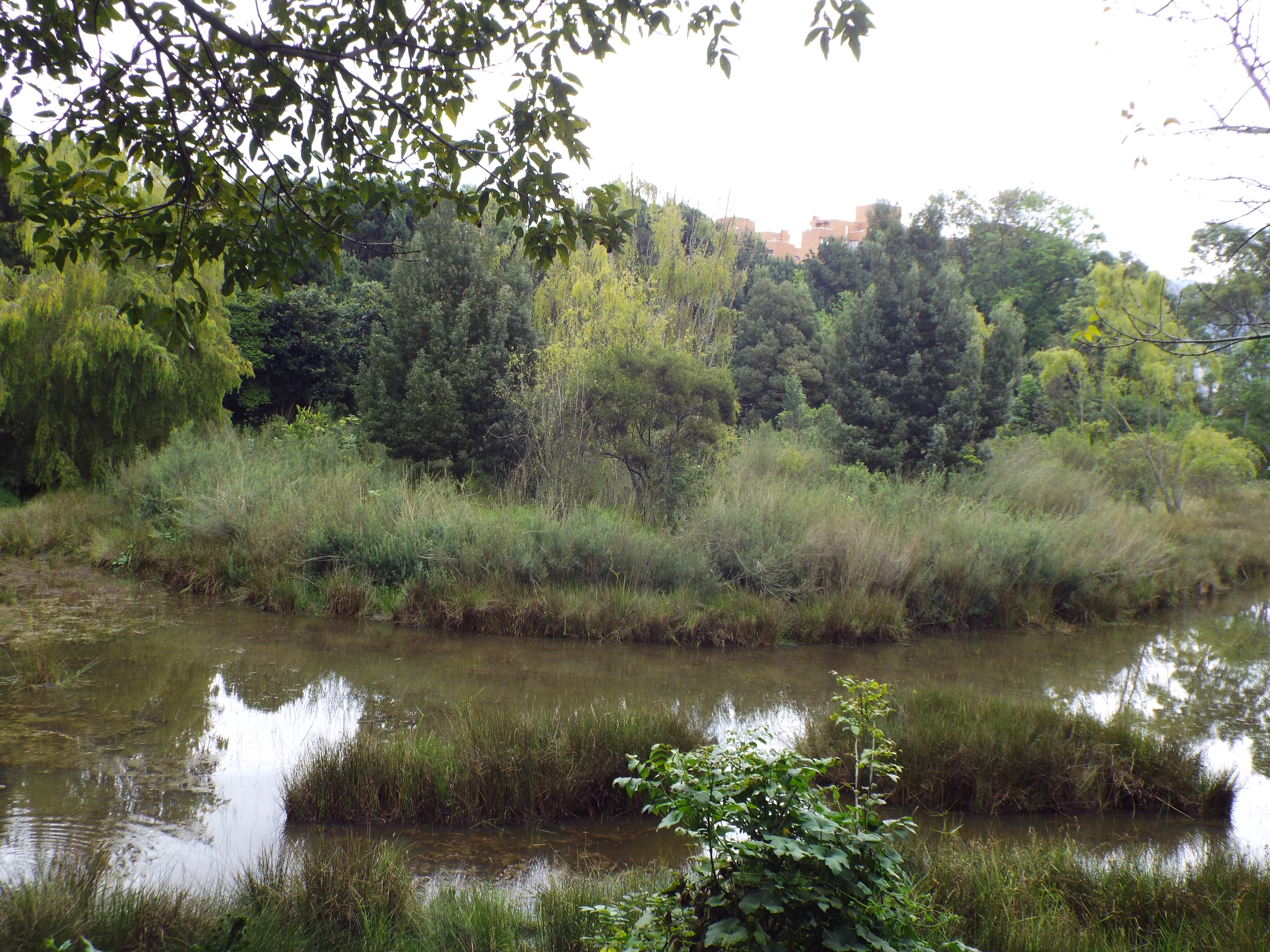
Panorámica Humedal El Salitre - Isla

Se encuentra ubicado en la localidad de Barrios Unidos (Bogotá) dentro del Parque El Salitre. De las 17 Reservas Distritales de Humedal (RDH) es la única de origen antrópico. Tiene una extensión de 5,70 ha. El humedal no tiene caudales que permitan su recarga.
El reconocimiento del humedal como área protegida es producto del interés de la comunidad por defenderlo.

## Historia
El origen del humedal se remonta a la década de los años 70´del siglo XX, en el marco de la construcción del Parque Metropolitano Simón Bolívar. Inicialmente, el humedal era un lago artificial destinado a la recreación, ubicado dentro del Parque de Diversiones el Salitre. El humedal El Salitre es por ahora el único humedal artificial reconocido por ley, es el humedal más pequeño de la ciudad. 
En el 2009 el humedal estuvo amenazado por la construcción de una concha multipropósito que sirviera como escenario para diferentes actividades.
Actualmente, ha desarrollado características propias de un ecosistema de humedal, con un nivel freático que varía entre 0 y 3 metros desde la superficie y suelos típicos de áreas inundables.

## Norma
Para ser reconocida como área protegida de Bogotá, se desarrollaron diferentes actividades promovidas principalmente por los habitantes de la localidad de Barrios Unidos y algunas organizaciones ambientalistas. Por medio del Acuerdo 487 de 2011 del Concejo de Bogotá reconoce el área inundable “El Salitre” como Parque Ecológico Distrital de Humedal (PEDH).
EL Plan de Manejo Ambiental (PMA) fue adoptado por la Resolución n.º 01656 de 2019 de la Secretaría Distrital de Ambiente (SDA) [1]
El Decreto 555 de 2021 en su artículo 55 declara al ecosistema como: Reserva Distrital de Humedal (RDH).

## Fauna

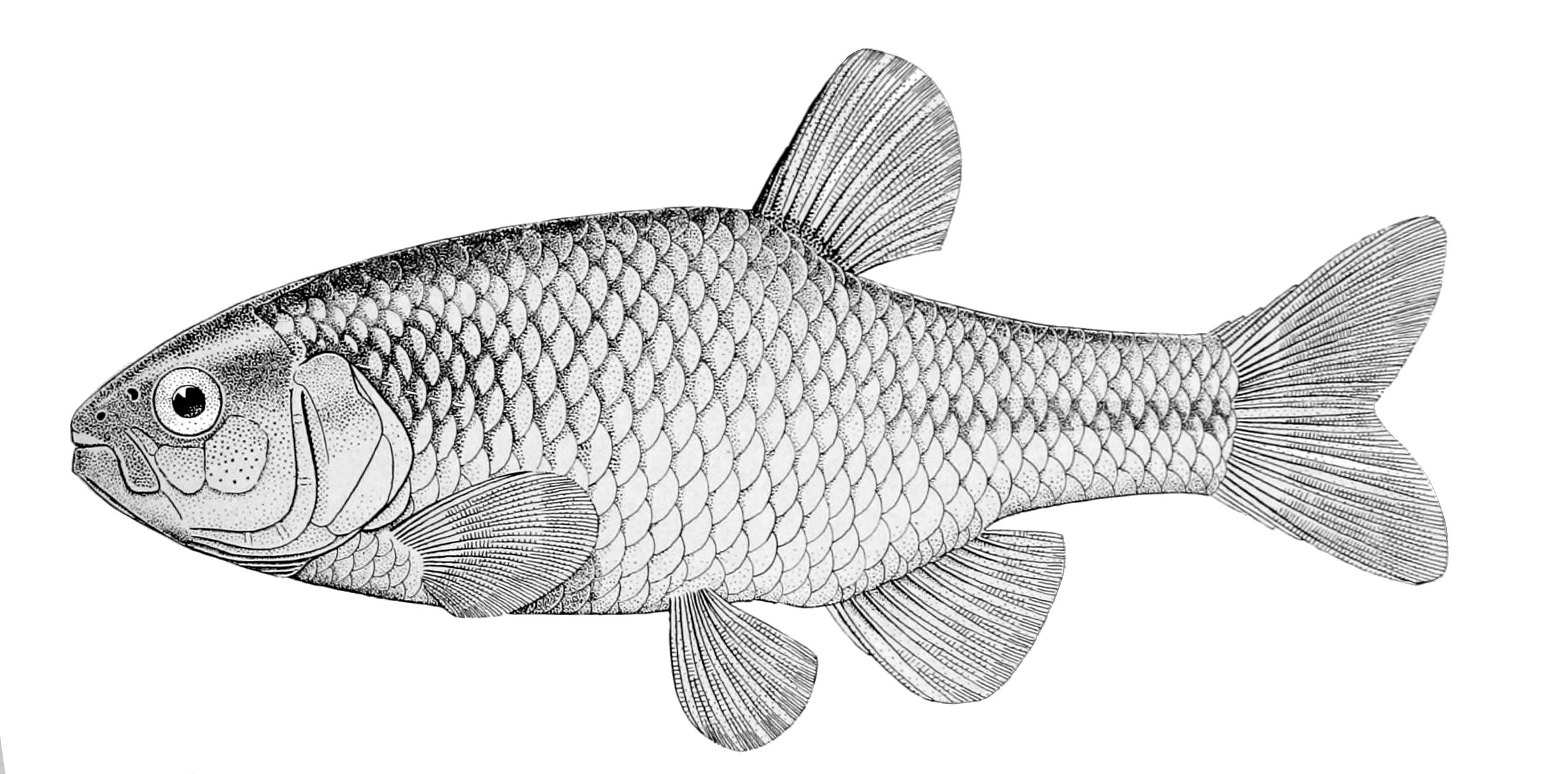
Ilustración de la Guapucha (Grundulus bogotensis).

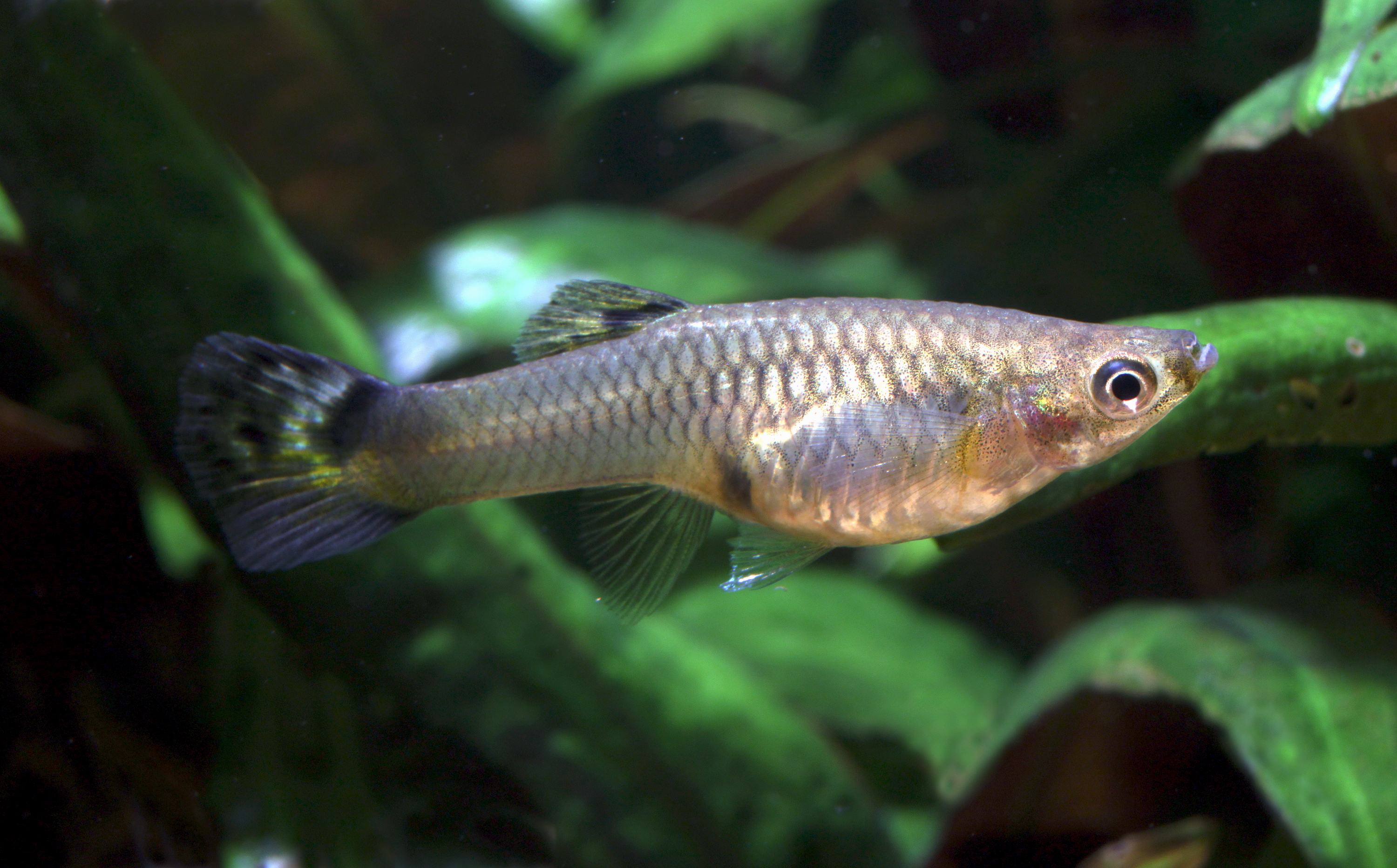
El Guppy (Poecilia reticulata).

El humedal a pesar de ser el humedal declarado, más pequeño de Bogotá, alberga alrededor de 130 especies de aves y una notable presencia de ranas sabaneras (Dendropsophus molitor), siendo común observar renacuajos en su cuerpo de agua y encontrar varios individuos a lo largo de su extensión. 
Además, destaca por su diversidad de libélulas, entre las que se incluyen especies como Sympetrum gilvum e Ischnura cruzi, ambas registradas exclusivamente en este humedal. 
Según la Asociación Akuaippa, también se encuentran dos especies de peces: el Guppy (Poecilia reticulata) y la Guapucha (Grundulus bogotensis), esta última endémica del altiplano cundiboyacense y clasificada como casi amenazada (NT). Además, habita un reptil, la Hicotea (Trachemys callirostris), que complementa la biodiversidad del humedal.

## Flora

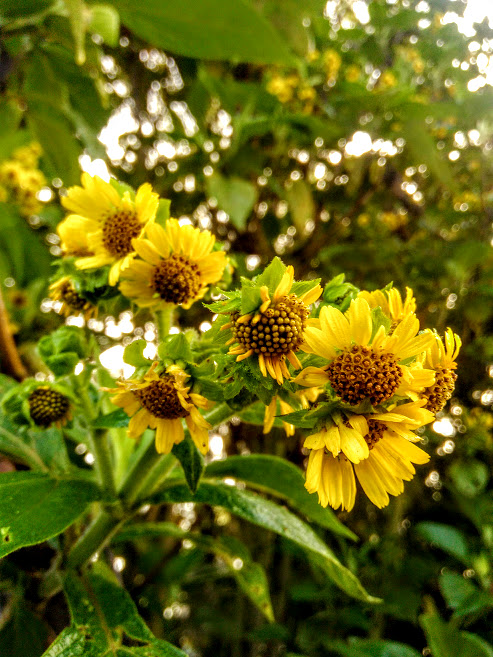
Arboloco (smallanthus pyramidalis).

En el humedal El Salitre se han identificado 27 especies de árboles y arbustos, en su mayoría de origen foráneo. En años recientes, se han llevado a cabo jornadas impulsadas tanto por la comunidad como por las administraciones del humedal, enfocadas en la reintroducción de especies nativas. Entre estas se destacan el arboloco (smallanthus pyramidalis) y el trompeto (bocconia frutescens), contribuyendo a la restauración ecológica del área.
La flora acuática del humedal ha sufrido un grave deterioro debido a las intensas sequías registradas entre 2015 y 2017, que redujeron drásticamente los niveles de agua, provocando la desecación total en varias áreas. Como resultado, especies invasoras oportunistas, como el pasto Kikuyo (Pennisetum clandestinum), han colonizado el vaso hidráulico del humedal, afectando su equilibrio ecológico.

## Problemáticas

### Construcción de una pista de BMX
La construcción de la pista de BMX trajo al humedal una serie de afectaciones como perdida del nivel de agua, contaminación auditiva y lumínica.

### Perdida del Espejo de Agua

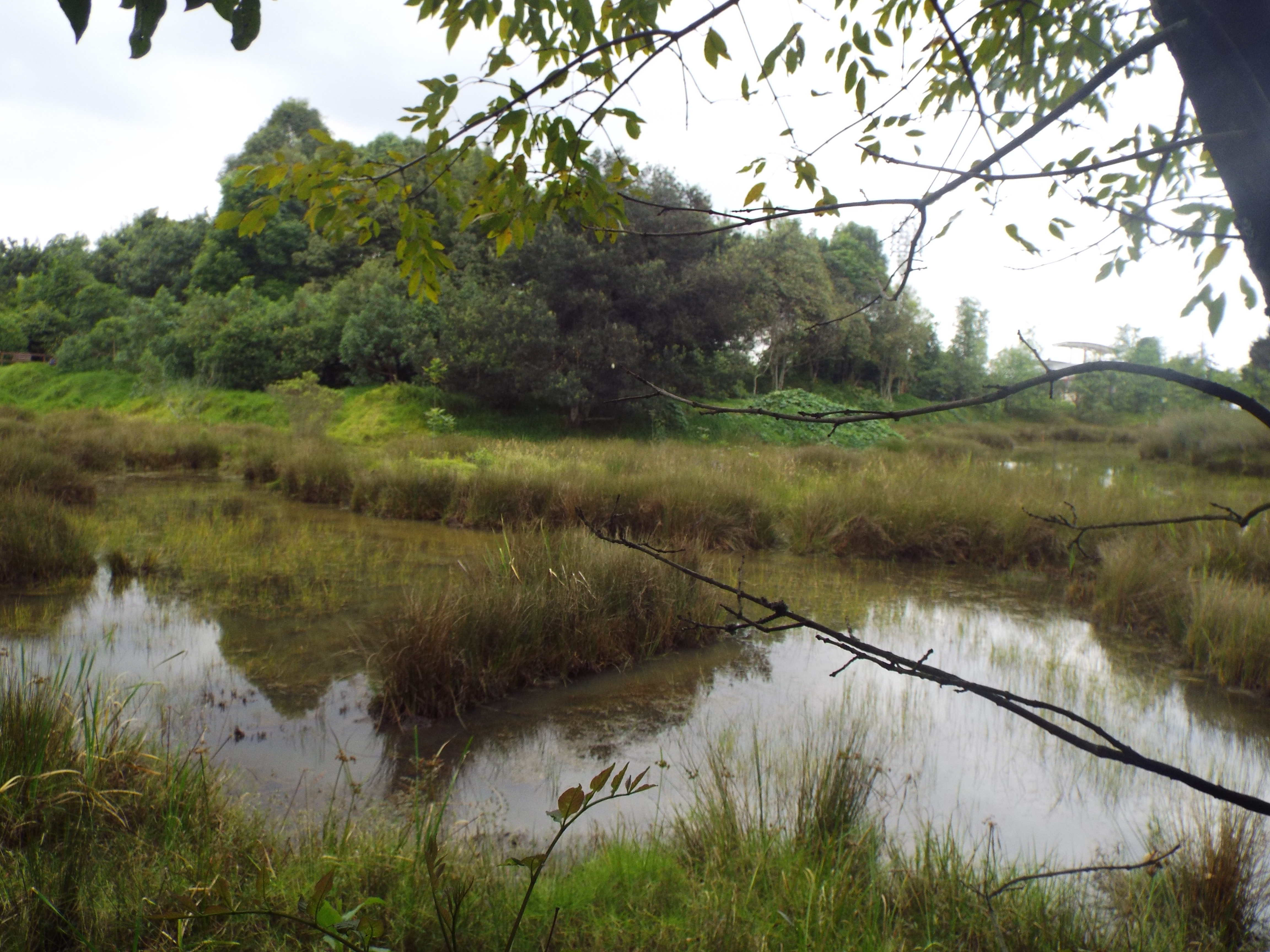
Espejo de agua

Las obras de endurecimiento cercanas al humedal (pista de BMX), la potrerización han contribuido a la reducción del cuerpo de agua.

### Crecimiento deEspecie invasorade plantas
El pasto kikuyo está haciendo retroceder el espejo de agua.

### Tenencia inadecuada deAnimal de compañía
Por encontrarse el humedal en un parque recreativo es frecuente ver que los visitantes ingresen al ecosistema acompañados de sus perros.

### Presión urbanística

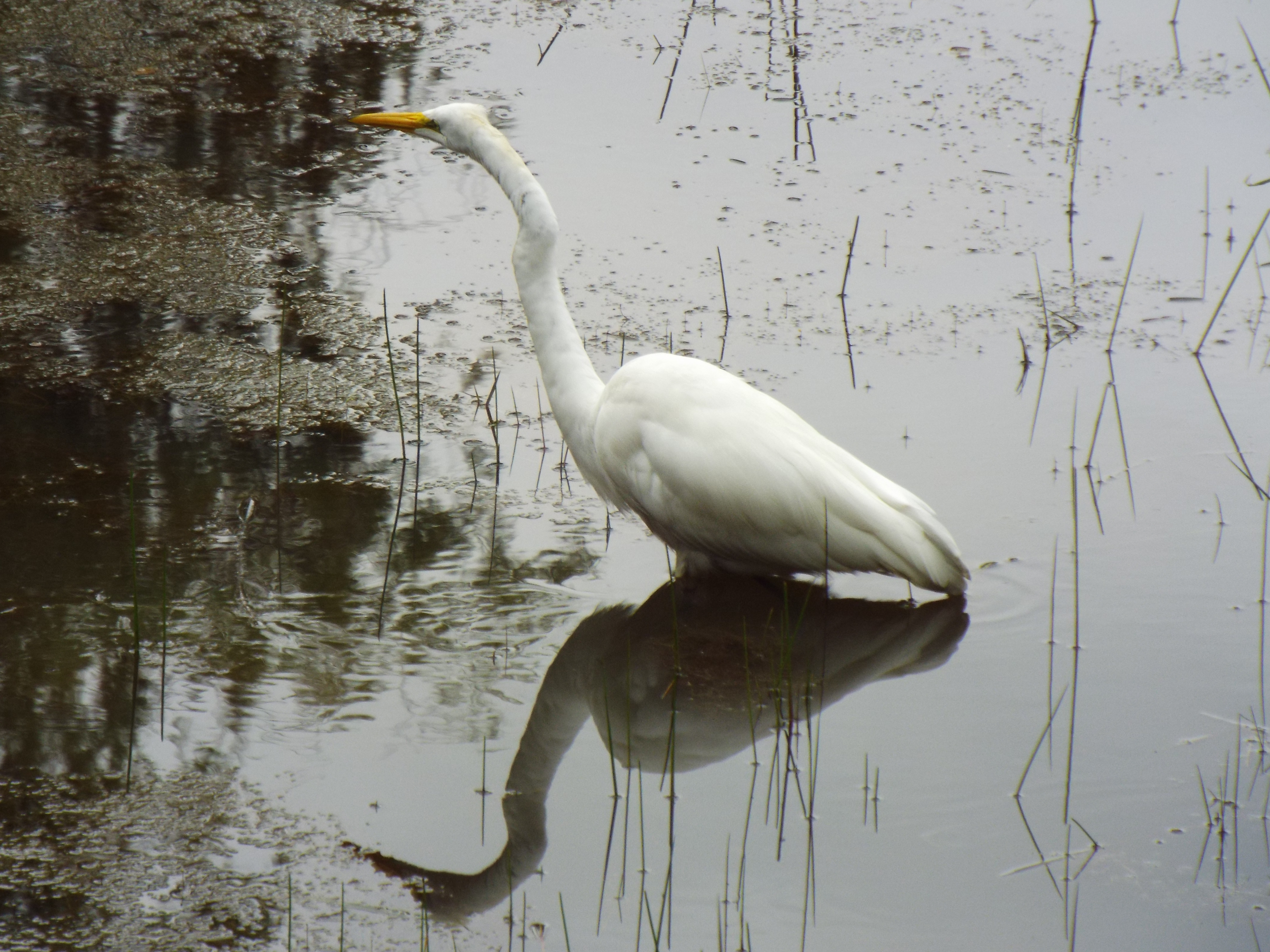
Garza Real

En zonas cercanas al humedal se está construyendo un proyecto inmobiliario con torres que superan los 14 pisos, lo anterior a generado un malestar colectivo entre la comunidad y los defensores del ecosistema. Además se tiene proyectado la construcción de una Avenida

## Potencialidades

### Calidad del agua
El humedal no presenta vertimientos de aguas residuales, de las 17 RDH es la que mejor calidad de agua tiene.

### Diversidad Biológica -Biodiversidad
Según las observaciones de ornitología, el humedal tiene una diversidad importante de aves.

### Organizaciones sociales
Antes de su declaratoria, diferentes organizaciones han realizado actividades promoviendo su protección. A causa de las acciones lideradas por la administración distrital se han organizado diferentes personas para proteger el humedal.

### Conectividad ecológica
El humedal hace parte de la Estructura Ecológica Principal de la ciudad.

### Aula Ambiental
En el humedal diferentes organizaciones realizan actividades relacionadas con la Educación ambiental, promoviendo el respeto por la conservación de la vida, se realizan jornadas de reforestación algunas de ellas acompañadas desde la institucionalidad.